# ねこの駅長たま びんぼう電車をすくったねこ
『ねこの駅長たま びんぼう電車をすくったねこ』（ねこのえきちょうたま びんぼうでんしゃをすくったねこ）は、小嶋光信による児童文学作品。挿絵は永地。「猫の駅長」として有名になった、貴志駅の駅長猫・たまを描いた作品である。

## あらすじ
和歌山のローカル鉄道路線、貴志川線。終点の貴志駅近くで暮らす雌猫ミーコに「たま」が生まれ、ミーコと共に駅傍らの商店の女将に引き取られる。たまとミーコは女将が駅前に設置した猫小屋に住んでいた（のちに、チビもたま・ミーコの家族として加わる）。だが、運営していた南海電気鉄道が貴志川線の撤退を表明する。地元の人々は委員会を設置して存続運動を起こしたことで、岡山の鉄道会社と和歌山県が手を挙げた。だが、和歌山県は貴志駅前が公共施設になるためにたまたちのいる猫小屋の撤去を女将に要求。女将は新会社の社長に直談判すると、社長はある提案をした。

## 登場人物

### 主人公
物語の中心人物。彼女の存在が注目されてから、彼女目当てで貴志川線及び貴志駅を訪れる乗客が増えた。
たま
三毛猫。母ミーコの末っ子で、ずっとミーコと（のちにちびも加わり）、女将手製の猫小屋に住んでいたが、猫小屋立ち退き問題がきっかけで、社長の指令で（新会社としては）貴志駅の初代駅長となる（2007年1月5日）。社長、女将、ミーコたちの後押しで駅長としても成長、スーパー駅長を経て2014年1月ウルトラ駅長となる。2015年6月22日に急性心不全で逝去。死後は再び社長に任命されて「たま大明神・永久駅長」となる。

### たまの家族
たまをサポートしていた猫たち。女将が（営む店の前に）建てた猫小屋に住んでいたが、店頭の道が貴志川線を運営していた南海電鉄から貴志川町（現・紀の川市）の運営に変わり、立ち退きを迫られた。そのことがきっかけで彼女たちは新たに貴志川線を運営する和歌山電鉄の社員になる条件で、貴志駅に引っ越せることとなった。
ミーコ
たまの母親で、キジトラ。野良猫だったが妊娠していたところを女将に拾われて、たま及びたまの兄姉を出産する。その後、駅長となったたまを助役としてサポートする。鉄道会社の従業員となった娘2匹を指導していくが、「ちびと2匹で駅を守って」とたまに託して永眠。
ちび
たまの妹でミーコの末娘。だが、行き倒れの状態で貴志駅に現れて「たま」と女将に介抱されて、そのままミーコ一家に入ったため、たまとミーコとは血のつながりはない。ミーコと同時期に助役に就任、たまをサポートする。だが、その後は行方不明となる。
たまの兄姉
たまより先にミーコが出産した家族（うち兄2匹、姉1匹）。立派なキジトラ柄だったことから、早々に兄2匹は引き取られたが、たまの姉は夭折してしまった。このころの「たま」は鮮やかな三毛猫柄になる前で鈍い鼠色だったことから引き取り手が現れず、見かねた女将が自分の飼い猫にして、「たま」と名付けた。
ちび（先代）
キジトラ。正式な家族ではなかったが、女将が餌をあげたことからなついて、たま、ミーコとも仲良くなっていたが、女将が猫小屋周りを世話していたおじさんに「迷惑だからやたらに猫に餌をあげないで」と一喝されたため、この子は逃げ出して女将はえさを挙げる事はできなかった。その後、たまの目の前で事故死するが、それがこの子に似ている「ちび」がたまの義妹となるきっかけとなった。
女将
貴志駅の傍らで雑貨店を営む（本名、住友利子）。町猫であったミーコの妊娠を機会に、ミーコとたま、そしてちびの母親となる（「たま」だけは兄姉と違い引き取り手が無く、ミーコの乳を飲むのに出遅れてのんびりしていて、兄姉にいじめられるなどのこともあり、ミーコと「たま」だけは手元に置く事となった）。猫小屋問題が浮上した際には、（店自体が食べ物を扱うので猫を置いておくわけにはいかず、自宅にもミーコ、ちびの縄張り意識で反対されるだろうと困惑して）たまたちの行く末が心配で社長に直談判をする。ミーコが死ぬと、完全にたまの心の支えとなる。たまの葬儀では、喪主を務めた。

### 和歌山電鉄
たまが部屋（猫小屋）付きで就職することになった、貴志川線を新たに引き受けた鉄道会社。
社長
南海電鉄に代わって、貴志川線を引き受けた新会社の社長で、親会社でもある岡山の鉄道会社を運営する社長でもある。猫小屋問題をめぐって女将に直談判をされたため、「ただのペットではなく駅長としてなら駅に於けます」とたまに駅長を任命（社長自身も、落ち着いて堂々として、人が近づいても逃げない「たま」なら適任と思った）。たまが危篤（まだ危篤とは全員思わなかった）の時は、病院に駆けつけて、たまとの会話を済ませると岡山へ戻るが、直後に何かを感じた彼が問い合わせて、たまの訃報を知る。その後、葬儀委員長としてたまの葬儀を取り仕切る。なお、長らく紀州犬を買っていて、犬党であったが、たまと目が合った瞬間に「この子は和歌山電鉄の仲間になれる」と確信した。
ニタマ
たまのフォローをさせるために社長が岡山から連れてきた雌の三毛猫（国道沿いで交通事故にあったときに、両備グループ社員が保護）。おっとりのんびり屋で師匠のたまからみっちり指導を受ける。師匠である「たま」に憧れてついていき、伊太祁曽駅初代駅長を務め、たまの死後は（貴志駅の）二代目駅長に就任。
専務
社長に「たまの制服、制帽を頼む」と言われ、大真面目に「猫用のちゃんとした帽子をつくらなきゃ」と思い、帽子屋を説得して制帽をつくらせた。続いて制服の事で悩む彼に「手芸のうまい人に頼む」と社長がいい、別の社員がつくることになった。「たま」の公務で和歌山電鉄の収益が上がり、「たま」が幹部（副社長クラス）になったことに脱帽している。
広報のお姉さん
自称「たま駅長のマネージャー」、たまたちの業務における渉外係で、外部からの窓口となっている。たまたちに映画俳優デビューの話をした。

### その他
たま、ミーコ、ちび達をとりまき、支えるキャラクターなど。
レオ
貴志駅近くに住むゴールデンレトリバーの雌犬。たまと年齢が近い事もあって、親友となる。「たま師匠と違って役立たずな私」と号泣するニタマに優しく慰める。また、貴志駅がリニューアル工事される際には、たま、ちび達の仮住まいがレオのいるたこ焼き屋の傍らに設置された。
おまっちゃん
たま、レオと親しいセキレイ。貴志駅に来てはたま、レオとよく遊び、外の世界を自慢するかのように話す。たまのために周辺視察をする事もある。ニタマの指導で悩むたまに「レオとニタマの話を聞いてみて」と呼びだす。
濱口先生
貴志駅の二つ手前、西山口駅の近くにある永山団地に住む元教員（38年間、高校の教師や校長など）。地元で当時、自治会長を務めていた彼は地元の人々に慕われ、たまと貴志駅、貴志川線の行く末を憂いていた。そのため、地元に押される形で「貴志川線を存続させる会」会長に就任、存続運動の中心人物となった。
ミリアム・トネロット
ヨーロッパの文化などを実録映画化する映画監督。ストラスブール大学講師でもある。世界初の猫による駅長である「たま」に注目して映画化。映画「ネコを探して」として他の猫と共に登場させている。
テレビ局キャスター
たま駅長就任式で、社長とたまにインタビューした女性。「猫に駅長業務ができるのですか」と意地悪な質問してきたのに対し、たまは「やってやるわよ」と表情で応対。社長は「一番大事なことであるお客様を呼ぶ、それがたま駅長の仕事です」と淡々と答えた。その後、たまと仲良くなった。
木村良樹
「たま」に和歌山県勲功爵（わかやまでないと）の称号を授与した、当時の県知事。
和歌山大学附属中学校1年生一同
授業の一環で、たま駅長と社長の仕事ぶりを視察、女将や浜口先生も同伴。その場で社長が「たま電車」構想を話して感動、サポーターを募集するとの事で、早く実現してほしいこともあり、お金を出し合って寄付をした。なお、「たま」も給料（現金収入）から寄付をしている。

## 書誌情報
- 『ねこの駅長たま びんぼう電車をすくったねこ』角川書店〈角川つばさ文庫〉、2016年7月16日